# Brasilândia do Tocantins
Brasilândia do Tocantins es un municipio brasileño del estado del Tocantins. Se localiza a una latitud 08º23'15" sur y a una longitud 48º28'52" oeste, estando a una altitud de 224 metros. Su población estimada en 2009 era de 2 208 habitantes.
Posee un área de 644,22 km².